# Insurgência em Jamu e Caxemira
A Insurgência em Jamu e Caxemira é um conflito entre os insurgentes caxemires contra a administração indiana em Jamu e Caxemira.
Jammu e Caxemira, por muito tempo um terreno fértil de ambições separatistas, tem sido assolada pela insurgência desde 1989.  Embora o fracasso do governo indiano e da democracia esteja na raiz do descontentamento inicial, o Paquistão desempenhou um papel importante na conversão deste último em uma insurgência totalmente desenvolvida. Alguns grupos insurgentes na Caxemira apoiam a independência completa, enquanto outros buscam adesão ao Paquistão. 
Mais explicitamente, as raízes da insurgência estão ligadas a uma disputa pela autonomia local. O desenvolvimento democrático foi limitado na Caxemira até o final da década de 1970 e em 1988 muitas das reformas democráticas fornecidas pelo governo indiano foram revertidas e os canais não violentos para expressar o descontentamento foram limitados e causaram um aumento drástico no apoio aos insurgentes que defendiam a secessão violenta da Índia. Em 1987, uma disputada eleição estadual criou um catalisador para a insurgência quando resultou na formação de grupos insurgentes armados por alguns dos membros da assembleia legislativa do estado. Em julho de 1988, uma série de manifestações, greves e ataques ao governo indiano deram início à insurgência caxemire, que durante a década de 1990 se transformou na questão de segurança interna mais importante da Índia.
O Paquistão afirma estar dando seu apoio "moral e diplomático" ao movimento separatista. 
O Inter-Services Intelligence paquistanês foi acusado pela Índia e pela comunidade internacional de apoiar, fornecer armas e treinar os mujahideen para combater em Jammu e Caxemira. 
Em 2015, o ex-presidente do Paquistão Pervez Musharraf admitiu que o Paquistão havia apoiado e treinado grupos insurgentes na década de 1990. A Índia pediu repetidamente ao Paquistão que acabe com seu "terrorismo transfronteiriço" na Caxemira. Vários novos grupos militantes com visões islamistas radicais surgiram e mudaram a ênfase ideológica do movimento. Isso aconteceu em parte devido a um grande número de combatentes islamistas "Jihadi" (mujahideen) que entraram no vale da Caxemira após o fim da Guerra Soviético-Afegã na década de 1980.
O conflito entre os militantes e as forças indianas causou grande número de vítimas. Muitos civis também morreram como resultado de serem alvos de vários grupos armados. De acordo com dados oficiais divulgados na assembleia de Jammu e Caxemira, houve 3.400 casos de desaparecimento e o conflito deixou mais de 47.000 mortos, incluindo 7.000 policiais em julho de 2009.  Alguns grupos de direitos reivindicam um número maior de 100.000 mortes desde 1989. Desde a revogação do status especial de Jammu e Caxemira em agosto de 2019, os militares indianos intensificaram suas operações de contra-insurgência. Os confrontos no primeiro semestre de 2020 deixaram 229 mortos, incluindo 32 civis. As 283 pessoas mortas em todo o ano de 2019 foi o maior número de mortos em uma década. 
Grupos Internacionais de Direitos Humanos acusam o exército indiano de cometer graves violações dos direitos humanos no Estado de Jamu e Caxemira 